# O Saviñao
Zasugerowano, aby zintegrować ten artykuł z artykułem Saviñao. Nie opisano powodu propozycji integracji.
O Saviñao – gmina w Hiszpanii, w prowincji Lugo, w Galicji, o powierzchni 196,55 km². W 2011 roku gmina liczyła 4314 mieszkańców.